# 295-я пехотная дивизия (вермахт)
295-я пехотная дивизия (нем. 295. Infanterie-Division) — тактическое соединение сухопутных войск вооружённых сил нацистской Германии периода Второй мировой войны применялась, в том числе, на Восточном фронте в Сталинградской битве. Дивизия также была неофициально известна как «Дивизия с двумя головами» или «Конная дивизия».

## Боевой путь дивизии
13 сентября 1942 года утром в 4.45 по берлинскому времени (6.45 по московскому) на левом фланге 6-й армии 295-я пехотная дивизия атаковала Мамаев курган... Офицеры 295-й дивизии постарались внушить своим солдатам мысль, что Волги необходимо достичь одним рывком..

## Боевой состав дивизии

### 1941
- 516-й пехотный полк
- 517-й пехотный полк
- 518-й пехотный полк
- 295-й артиллерийский полк

### Боевой состав на 1 апреля 1942 года
людей- 5 300,
ручных пулеметов- 240,
станковых пулеметов- 105,
автоматов- 270,
минометов- 96,
орудий разных калибров- 65.

### 1944
- 516-й гренадерский полк
- 517-й гренадерский полк
- 295-й артиллерийский полк